# Head Over Heels (film, 1979)
Pour les articles homonymes, voir Head over Heels.
Pour plus de détails, voir Fiche technique et Distribution.
Head Over Heels ou Chilly Scenes of Winter est un film américain réalisé par Joan Micklin Silver, sorti en 1979.

## Fiche technique
- Titre : Head Over Heels ou Chilly Scenes of Winter
- Réalisation : Joan Micklin Silver
- Scénario : Joan Micklin Silver d'après le roman Chilly Scenes of Winter de Ann Beattie
- Photographie : Bobby Byrne (en)
- Montage : Cynthia Scheider
- Musique : Ken Lauber
- Pays d'origine : États-Unis
- Genre : comédie romantique
- Date de sortie : 1979

## Distribution
- John Heard : Charles
- Mary Beth Hurt : Laura
- Peter Riegert : Sam
- Kenneth McMillan : Pete
- Gloria Grahame : Clara
- Nora Heflin : Betty
- Jerry Hardin : Mr Patterson
- Mark Metcalf : Ox
- Frances Bay : Mme Delillo
- Griffin Dunne : Dr Mark
- Ann Beattie : Serveuse